# Serafima Iassonowna Blonskaja

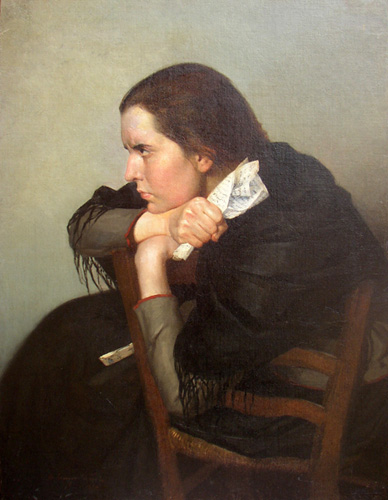
Porträt der Serafima Blonskaja von Dmitri Minajewitsch Sinodi-Popow von 1890

Serafima Iassonowna Leontowskaja, geborene Blonskaja (russisch Серафима Иасоновна Блонская, geb. 3. Oktober 1870 in Werchnjodniprowsk, Russisches Kaiserreich; gest. 9. August 1947 in Taganrog, Sowjetunion) war eine russische Kunstmalerin und Kunstlehrerin.

## Werdegang
Fünf Jahre nach ihrer Geburt zog Serafima Blonskajas Familie 1870 nach Taganrog. Ihr Vater Iasson Iwanowitsch Blonski war Rechtsanwalt. Ihre Mutter war Professorin für Medizin an der Universität Charkiw.
1887 schloss Serafima Blonskaja das Mariinskaja Gymnasium mit einer Goldmedaille ab. Sie begann an der Kunstschule Mykola Buracheks in Kiew zu studieren, die sie 1891 abschloss. Von 1892 bis 1900 studierte Serafima Blonskaja an der Russischen Kunstakademie in Sankt Petersburg. Blonskaja wurde 1900 für ihr Abschlussbild „Die Mädchen (Palmsonntag)“ mit dem Titel „Künstlerin“ geehrt. Sie erhielt ein öffentliches Stipendium, um ihre Fertigkeiten in Italien zu vervollkommnen. Sie lernte dort italienisch und sprach und schrieb es bis zu ihrem Lebensende frei.
1909 kehrte Blonskaja nach Taganrog zurück. Mit ihrem Ehemann, dem Maler Alexander Michailowitsch Leontowski (1865–1928), gründeten sie 1910 in Taganrog eine Kunstschule. Dort wurde Zeichnen und Malen und in Kursen Anatomie, Perspektive und Kunstgeschichte gelehrt. Waisen und besonders begabte Kinder wurden kostenlos unterrichtet. Nach dem Tod ihres Mannes 1928 wurde die Schule geschlossen. Serafima Blonskaja unterrichtete zu Hause. Ab den 1930er Jahren arbeitete Blonskaja im Künstlerverband Wsekochudoschnik. Ab 1944 arbeitete sie in der Taganroger Abteilung des Kunstfonds der UdSSR. Die meisten Bilder Serafima Blonskajas werden im Taganroger Kunstmuseum ausgestellt.
Serafima Blonskaja starb 1947 in Taganrog und wurde auf dem Alten Friedhof in Taganrog beigesetzt. In den 1990er Jahren wurde eine Kinderkunstschule in Taganrog nach Serafima Blonskaja benannt. Die Stadt Taganrog errichtete 2010 auf ihrem Grab ein Ehrenmal.

## Werke
- Am Vorabend des Feiertags (1890)
- Mädchen (Palmsonntag) (1900)
- April (1900)
- Mohnblumen (1903)
- Wiege
- Gänse (1908)
- Porträt des Direktors des Taganroger Dramatischen Theaters S. O. Orskow (1920)

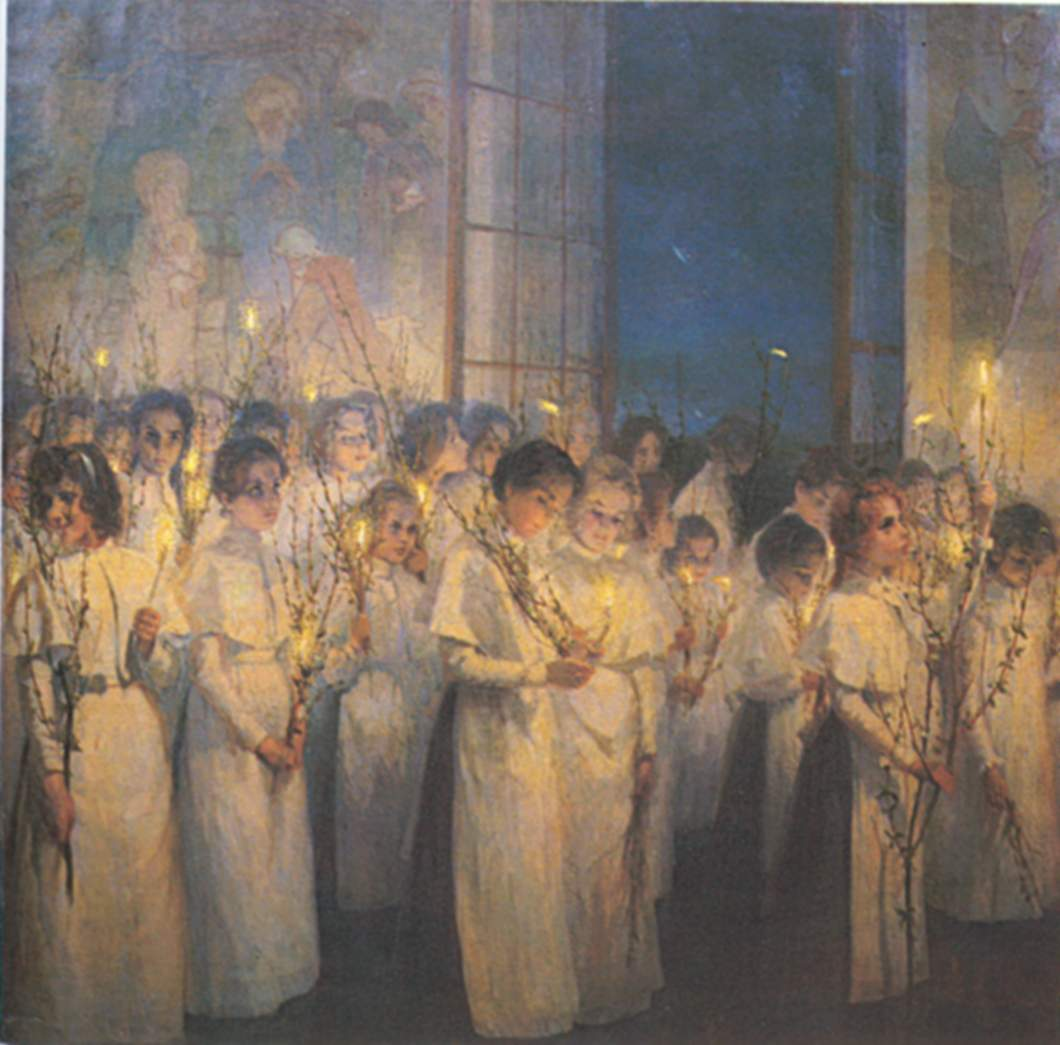
Mädchen (Palmsonntag)
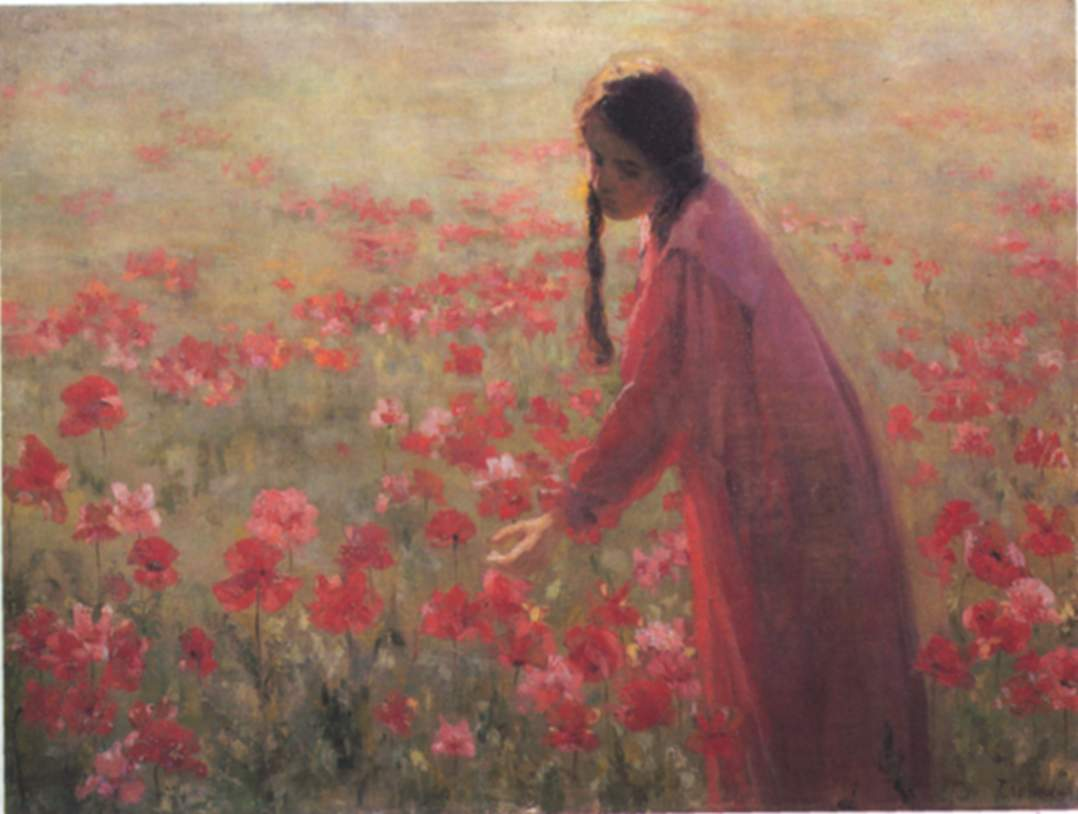
Mohnblumen
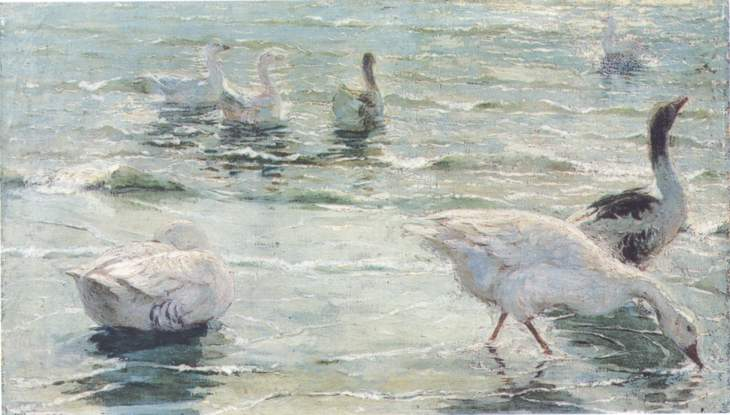
Gänse